# バターご飯

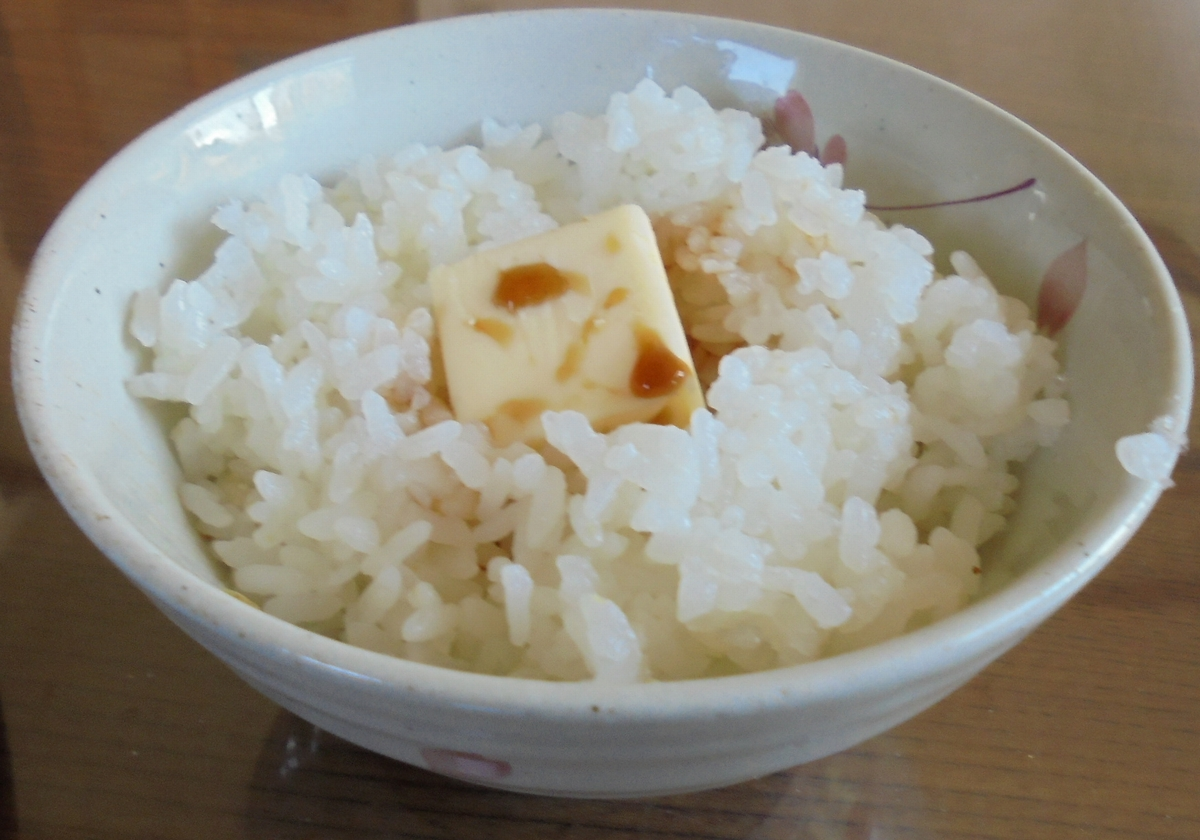
バター醤油ご飯

バター醤油ご飯（バターしょうゆごはん）は、白飯にバターを載せ、醤油をかけて食べるシンプルな料理である。似た名前の料理にバターライスがあるが、これはバターとともに米を加熱調理するものであり、炊き上げた飯にバターを載せるバターご飯とは異なる。

## 作り方
- 温かい白飯に、茶碗一杯あたり一かけら程度のバターを載せ、飯の熱でバターが溶けるのを待つ。最初から溶かしバターをかけてもよい。
- 適量の醤油を加え、かき混ぜてバターと飯を馴染ませ、食する。

トッピングとして鰹節、海苔、たらこなどを混ぜても美味。バターはマーガリンで代用することも可能だが、シンプルな料理のため、出来れば風味に優れるバターを使用するのが望ましい。また、冷めてバターが固まると大きく食味が落ちるので、熱いうちに食べるべき料理である。栄養成分としては脂質や糖質を多く含むためカロリーが高く、安く・おいしく・簡単にできる料理として人気がある。2012年末にgooランキングで実施された「年末年始にお金を使いすぎた人のための、本当においしい貧乏飯ランキング」では1位を記録した。
特に北海道で食されており、昭和時代にはご馳走だったという。北海道で好まれる理由は、1926年（大正15年）に北海道でバターの工業生産が始まった際、当時は洋風の文化がまだ浸透していなかったことから、バターの手軽な食べ方として広まったとの説や、かつて北方民族が欠如しがちな脂肪分を補うためにバターライスを用いていたことから、その流れで北海道ではバター醤油ご飯が食べられるようになったとの推測などがある。
卵かけご飯のために発売されている卵かけご飯専用醤油と同様、バター醤油ご飯のためにも群馬県の老舗醤油蔵元・有田屋から専用醤油「バタめししょうゆ」が発売されている。濃口の醤油にみりんと料理酒を加えて味を調えたもので、単品では甘味があり塩気が少ないが、バター醤油ご飯に用いることでバターの塩分と合わさり、全体としておいしく食べられるよう考慮されている。